# Димитър Костадинов (футболист)
Вижте пояснителната страница за други личности с името Димитър Костадинов.
Димитър Костадинов е български футболист, централен полузащитник на Септември (София).

## Професионална кариера
Юноша на Черноморец (Бургас), ДИТ Спорт и Септември (София). През 2017 г. дебютира за „септемврийци“, от 2019 до 2020 играе под наем в Нефтохимик (Бургас), 2021 г. също играе под наем в Царско село. На 3 септември 2021 г., подписва договор с Левски (София). След 1 сезон в Левски (София) се завръща в юношеския му клуб Септември (София).